# Сек, Абдулайе (футболист)
Абдулайе Сек (фр. Abdoulaye Seck; род. 4 июня 1992, Мбур, Сенегал) — сенегальский футболист, защитник клуба «Маккаби» (Хайфа) и сборной Сенегала.

## Клубная карьера
Сек начал карьеру выступая за команды «Стад де Мбур», «Мбур Петит Котэ ФК», «Каса Спортс» и «Диамбарс». Летом 2014 года игрок на правах аренды перешёл в норвежский «Хёнефосс». 10 августа в матче против «Кристиансунна» он дебютировал в Первом дивизионе Норвегии. 25 августа в поединке против «Тромсё» Абдулайе забил свой первый гол за «Хёнефосс». По окончании аренды клуб выкупил трансфер игрока. В 2016 года Сек перешёл в «Саннефьорд». 3 апреля в матче против «Стрёммена» он дебютировал за новую команду. По итогам сезона игрок помог клубу выйти в элиту. 2 апреля 2017 года в матче против «Лиллестрёма» он дебютировал в Типпелиге. 30 апреля в поединке против «Мольде» Абдулайе забил свой первый гол за «Саннефьорд».
Летом 2018 года Сек перешёл в бельгийский «Антверпен». 26 сентября в поединке Кубка Бельгии против «Мехелена» Абдулайе дебютировал за основной состав. 19 мая 2019 года в матче против «Брюгге» он дебютировал в Жюпиле лиге. В 2020 году игрок помог клубу завоевать национальный кубок. 13 сентября в поединке против «Сент-Трюйдена» Абдулайе забил свой первый гол за «Антверпен».
В 2022 году Сек перешёл в израильский «Маккаби» (Хайфа). 10 сентября в матче против «Секция Нес-Циона» он дебютировал в чемпионате Израиля. 25 октября в поединке Лиги чемпионов против французского «Пари Сен-Жермен» Абдулайе сделал «дубль», забив свои первые голы за «Маккаби». В 2023 году он помог клубу выиграть чемпионат. 9 ноября в поединке Лиге Европы против испанского «Вильярреал» игрок забил гол.

## Карьера в сборной
14 ноября 2021 года в отборочном матче Кубка Африки против сборной ДР Конго Сек дебютировал за сборную Сенегала.
В 2022 году Сек завоевал Кубок Африки в Камеруне. На турнире он был запасным и на поле не вышел.
17 июня 2023 года в отборочном матче Кубка Африки 2023 против сборной Бенина Абдулайе забил свой первый гол за национальную команду.

### Голы за сборную Сенегала
| #   | Дата         | Место                           | Противник | Счёт | Результат | Соревнование                   |
| --- | ------------ | ------------------------------- | --------- | ---- | --------- | ------------------------------ |
| 01. | 17 июня 2023 | Стейд де Альмити, Котону, Бенин | Бенин     | 0:1  | 1:1       | Кубок Африки 2023 квалификация |

## Достижения

### Командные
«Антверпен»
- Обладатель Кубка Бельгии: 2019/2020

«Маккаби» (Хайфа)
- Победитель чемпионата Израиля: 2022/2023
- Обладатель Суперкубка Израиля: 2023

Сбораная Сенегала
- Обладатель Кубка африканских наций: 2021

### Личные
- Гранд-офицер Национального ордена Льва (Сенегал) (2022)[источник не указан 332 дня]